# I mostri della palude
I mostri della palude è un programma televisivo statunitense nel quale il Capitano Blimp Cheramie, insieme al suo primo ufficiale Eric e al di lui nipote Nathan, perlustra i fiumi della Louisiana in cerca di creature mostruose e leggendarie. 

## Puntate
- Licantropo nelle paludi (Swamp Werewolf)
- Loch Ness nelle paludi (Loch Ness Swamp)
- Metà uomo, metà alligatore (Half Man, Half Alligator)